# Max von Preysing-Lichtenegg
Johann Maximilian August Anton Graf von Preysing-Lichtenegg (* 30. Mai 1849 in Regensburg; † 23. Januar 1926 auf Schloss Schlachtegg) war Gutsbesitzer und Mitglied des Deutschen Reichstags.

## Leben
Preysing-Lichtenegg besuchte das Gymnasium in Feldkirch und das Polytechnikum in München. Er war Kammerherr und Gutsbesitzer auf Schloss Schlachtegg bei Gundelfingen.
Von 1890 bis 1893 war er Mitglied des Deutschen Reichstags für den Wahlkreis Schwaben 3 (Dillingen, Günzburg, Zusmarshausen) und die Deutsche Zentrumspartei. Zwischen 1881 und 1886 war er Mitglied der Bayerischen Kammer der Abgeordneten.
Am 13. Juni 1876 heiratete er in Hohenkammer Friederike Freiin von Vequel-Westernach (* 7. November 1849; † 12. November 1931). Das Paar hatte folgende Söhne:
- Anton (* 1877) ⚭ 1911 Maria Laura Gräfin Ostrowska (* 1884)
- Max (* 1879) ⚭ 1913 Gabriele Gräfin von Küenburg (* 1890). Max führte infolge der Adoption durch seinen Onkel Alexander Freiherr von Redwitz vom 28. November 1912 auch den Namen Redwitz (Preysing-Lichtenegg-Redwitz).
- Theodor (* 1884)

⚭ 1909 Mechthilde Gräfing von Preysing-Lichtenegg-Moos (1886–1916)
⚭ 1923 Katharina Gräfin von Wolkenstein (* 1896)